# Gran Premio de Montreal 2022
La 11.ª edición de la clásica ciclista Gran Premio de Montreal fue una carrera en Canadá que se celebró el 11 de septiembre de 2022 por los alrededores de la ciudad de Montreal, al que se le dieron 18 vueltas a un circuito de 12,2 km para completar un recorrido de 221,4 kilómetros.
La carrera formó parte del UCI WorldTour 2022, siendo la trigésima competición del calendario de máxima categoría mundial. El vencedor fue el esloveno Tadej Pogačar del UAE Emirates, quien estuvo acompañado en el podio por el belga Wout van Aert del Jumbo-Visma y el italiano Andrea Bagioli del Quick-Step Alpha Vinyl, segundo y tercer clasificado respectivamente.

## Recorrido
El Gran Premio de Montreal dispuso de un recorrido total de 221,4 kilómetros, donde los ciclistas en la parte final disputaron un circuito de 18 vueltas de 12,2 kilómetros hasta la línea de meta.

## Equipos participantes
Tomaron parte en la carrera 21 equipos: 18 de categoría UCI WorldTeam invitados por la organización, 2 de categoría UCI ProTeam y la selección nacional de Canadá. Formaron así un pelotón de 145 ciclistas de los que acabaron 76. Los equipos participantes fueron:
| WorldTeams (18)- AG2R Citroën Team - Astana Qazaqstan Team - Bahrain Victorious - Bora-Hansgrohe - Cofidis - EF Education-EasyPost - Groupama-FDJ - Ineos Grenadiers - Intermarché-Wanty-Gobert Matériaux - Israel-Premier Tech - Jumbo-Visma - Lotto-Soudal - Movistar Team - Quick-Step Alpha Vinyl - BikeExchange-Jayco - Team DSM - Trek-Segafredo - UAE Team Emirates ProTeams (2)- Arkéa-Samsic - TotalEnergies Equipo nacional- Canadá |
| |

## Clasificación final
- La clasificación finalizó de la siguiente forma:[3]

### Clasificación general
| \| Clasificación general \| Clasificación general \| Clasificación general \| Clasificación general \| Clasificación general \| \| Ciclista \| Ciclista \| Equipo \| Tiempo \| \| \| --------------------- \| --------------------- \| ---------------------------------- \| --------------------- \| --------------------- \| \| 1.º \| Tadej Pogačar \| UAE Team Emirates \| 5 h 59 min 38 s \| \| \| 2.º \| Wout van Aert \| Jumbo-Visma \| + 0 s \| \| \| 3.º \| Andrea Bagioli \| Quick-Step Alpha Vinyl \| + 0 s \| \| \| 4.º \| Adam Yates \| Ineos Grenadiers \| + 0 s \| \| \| 5.º \| David Gaudu \| Groupama-FDJ \| + 0 s \| \| \| 6.º \| Mauro Schmid \| Quick-Step Alpha Vinyl \| + 22 s \| \| \| 7.º \| Giovanni Aleotti \| Bora-Hansgrohe \| + 22 s \| \| \| 8.º \| Romain Bardet \| Team DSM \| + 22 s \| \| \| 9.º \| Pello Bilbao \| Bahrain Victorious \| + 28 s \| \| \| 10.º \| Warren Barguil \| Arkéa-Samsic \| + 31 s \| \| \| 11.º \| Mikkel Honoré \| Quick-Step Alpha Vinyl \| + 31 s \| \| \| 12.º \| Toms Skujiņš \| Trek-Segafredo \| + 35 s \| \| \| 13.º \| Michael Matthews \| BikeExchange-Jayco \| + 35 s \| \| \| 14.º \| Georg Zimmermann \| Intermarché-Wanty-Gobert Matériaux \| + 35 s \| \| \| 15.º \| Sep Vanmarcke \| Israel-Premier Tech \| + 35 s \| \| \| 16.º \| Greg Van Avermaet \| AG2R Citroën Team \| + 35 s \| \| \| 17.º \| Diego Ulissi \| UAE Team Emirates \| + 35 s \| \| \| 18.º \| Attila Valter \| Groupama-FDJ \| + 35 s \| \| \| 19.º \| Pierre Latour \| TotalEnergies \| + 35 s \| \| \| 20.º \| Benoît Cosnefroy \| AG2R Citroën Team \| + 35 s \| \| |                   |                                    |                 |
| |                   |                                    |                 |
| Fuente: ProCyclingStats |                   |                                    |                 |
| Clasificación general |                   |                                    |                 |
| Ciclista | Ciclista          | Equipo                             | Tiempo          |
| 1.º | Tadej Pogačar     | UAE Team Emirates                  | 5 h 59 min 38 s |
| 2.º | Wout van Aert     | Jumbo-Visma                        | + 0 s           |
| 3.º | Andrea Bagioli    | Quick-Step Alpha Vinyl             | + 0 s           |
| 4.º | Adam Yates        | Ineos Grenadiers                   | + 0 s           |
| 5.º | David Gaudu       | Groupama-FDJ                       | + 0 s           |
| 6.º | Mauro Schmid      | Quick-Step Alpha Vinyl             | + 22 s          |
| 7.º | Giovanni Aleotti  | Bora-Hansgrohe                     | + 22 s          |
| 8.º | Romain Bardet     | Team DSM                           | + 22 s          |
| 9.º | Pello Bilbao      | Bahrain Victorious                 | + 28 s          |
| 10.º | Warren Barguil    | Arkéa-Samsic                       | + 31 s          |
| 11.º | Mikkel Honoré     | Quick-Step Alpha Vinyl             | + 31 s          |
| 12.º | Toms Skujiņš      | Trek-Segafredo                     | + 35 s          |
| 13.º | Michael Matthews  | BikeExchange-Jayco                 | + 35 s          |
| 14.º | Georg Zimmermann  | Intermarché-Wanty-Gobert Matériaux | + 35 s          |
| 15.º | Sep Vanmarcke     | Israel-Premier Tech                | + 35 s          |
| 16.º | Greg Van Avermaet | AG2R Citroën Team                  | + 35 s          |
| 17.º | Diego Ulissi      | UAE Team Emirates                  | + 35 s          |
| 18.º | Attila Valter     | Groupama-FDJ                       | + 35 s          |
| 19.º | Pierre Latour     | TotalEnergies                      | + 35 s          |
| 20.º | Benoît Cosnefroy  | AG2R Citroën Team                  | + 35 s          |

## Ciclistas participantes y posiciones finales
Convenciones:
- AB-N: Abandono en la etapa N
- FLT-N: Retiro por llegada fuera del límite de tiempo en la etapa N
- NTS-N: No tomó la salida para la etapa N
- DES-N: Descalificado o expulsado en la etapa N

## UCI World Ranking
El Gran Premio de Montreal otorgó puntos para el UCI World Ranking para corredores de los equipos en las categorías UCI WorldTeam, UCI ProTeam y Continental. Las siguientes tablas son el baremo de puntuación y los diez corredores que obtuvieron más puntos:
| Posición   | 1.º | 2.º | 3.º | 4.º | 5.º | 6.º | 7.º | 8.º | 9.º | 10.º | 11.º | 12.º | 13.º | 14.º | 15.º | 16.º-20.º | 21.º-30.º | 31.º-50.º | 51.º-55.º | 56.º-60.º |
| Puntuación | 500 | 400 | 325 | 275 | 225 | 175 | 150 | 125 | 100 | 85   | 70   | 60   | 50   | 40   | 35   | 30        | 20        | 10        | 5         | 3         |

| Clasificación |                  |                        |        |
| Posición      | Ciclista         | Equipo                 | Puntos |
| ------------- | ---------------- | ---------------------- | ------ |
| 1.º           | Tadej Pogačar    | UAE Emirates           | 500    |
| 2.º           | Wout van Aert    | Jumbo-Visma            | 400    |
| 3.º           | Andrea Bagioli   | Quick-Step Alpha Vinyl | 325    |
| 4.º           | Adam Yates       | INEOS Grenadiers       | 275    |
| 5.º           | David Gaudu      | Groupama-FDJ           | 225    |
| 6.º           | Mauro Schmid     | Quick-Step Alpha Vinyl | 175    |
| 7.º           | Giovanni Aleotti | Bora-Hansgrohe         | 150    |
| 8.º           | Romain Bardet    | DSM                    | 125    |
| 9.º           | Pello Bilbao     | Bahrain Victorious     | 100    |
| 10.º          | Warren Barguil   | Arkéa Samsic           | 85     |